# Prémios Autores de 2022
Os Prémios Autores de 2022, organizados pela Sociedade Portuguesa de Autores, foram divulgados digitalmente no dia 24 de março de 2023. Esta foi a primeira edição onde não ocorreu nenhuma divulgação presencial .

## Vencedores
Nota
Os vencedores estão destacados a negrito e em maiúsculas .

### Artes visuais
- Melhor exposição de artes plásticas
  - “MORDER O PÓ” DE FERNÃO CRUZ – GULBENKIAN
  - “UM BERLINDE NO CHÃO, QUASE NO MEIO DA SALA” de Susanne Themlitz | Casa da Cerca
  - “TEMPO PARA TUDO E VICE-VERSA” de Jorge Queiroz | Galeria Bruno Múrias

- Melhor trabalho de fotografia
  - “DESPOJOS DE GUERRA” DE LEONEL DE CASTRO – PATENTE NO SITE DO AUTOR DESDE 2021
  - “LISBOA CLICHÉ” de Daniel Blaufuks | Livro editado pela Tinta da China
  - “STIMMUNG: O SENTIMENTO DA PAISAGEM” de Manuel Valente Alves | Fundação D. Luís I

- Melhor trabalho cenográfico
  - “O SONHO” DE JOÃO MENDES RIBEIRO
  - “LIMBO” de Victor de Oliveira, Ailton Matavela, Diane Guerin e Eve Liot
  - “PRANTO DE MARIA PARDA” de F. Ribeiro

### Cinema
- Melhor argumento
  - “A METAMORFOSE DOS PÁSSAROS” DE CATARINA VASCONCELOS
  - “SERPENTÁRIO” de Carlos Conceição
  - “BEM BOM” de Filipa Martins, Patrícia Sequeira e Cucha Carvalheiro

- Melhor filme
  - “A METAMORFOSE DOS PÁSSAROS” DE CATARINA VASCONCELOS
  - “PRAZER, CAMARADAS!” de José Filipe Costa
  - “BEM BOM” de Patrícia Sequeira

- Melhor atriz
  - ANABELA MOREIRA EM “O ÚLTIMO BANHO”
  - LIA CARVALHO em “Bem Bom”
  - BÁRBARA BRANCO em “Bem Bom”

- Melhor ator
  - CARLOTO COTTA EM “DIÁRIOS DE OTSOGA”
  - EDUARDO BREDA em “Bem Bom”
  - VÍTOR NORTE em “Terra Nova”

### Dança
- Melhor coreografia
  - “ANDA DIANA” DE DIANA NIEPCE
  - “ESCALA” de Sofia Dias e Vitor Roriz
  - “ICEBERG” de Ana Isabel Castro
- Melhor bailarina/o
  - SARA GARCIA EM “FECUNDAÇÃO E ALÍVIO NESTE CHÃO IRREDUTÍVEL ONDE COM GOZO ME INSURJO” DE HUGO CALHIM E JOANA VON MAYER TRINDADE
  - MARCO DA SILVA FERREIRA em “Rubble King” de Duarte Valadares
  - BEATRIZ DIAS em “Neon 80” de Beatriz Dias

### Literatura
- Melhor livro de ficção narrativa
  - “A MULHER SEM PÁLPEBRAS” DE ANA MARQUES GASTÃO – BookBuilders
  - “A TERCEIRA MARGEM” de Ernesto Rodrigues | Guerra & Paz
  - “FRANCOLIM” de Abel Neves | Edições Humus

- Melhor livro de poesia
  - “CORAÇÃO LENTO” DE FREDERICO PEDREIRA – Assírio & Alvim
  - “LIVRO DA PERFEITA ALEGRIA” de Eugénia de Vasconcellos | Guerra & Paz
  - “UMA OSTRA QUESTÃO” de António Cabrita | Exclamação

- Melhor livro infantojuvenil
  - “O MEU CAVALO INDOMÁVEL”, TEXTO: DAVID MACHADO, ILUSTRAÇÃO: RICARDO LADEIRA, EDITORA: CAMINHO
  - “O ÚLTIMO CONTADOR DE HISTÓRIAS”, Texto: Isabel Peixeiro, Ilustração: Marta Nunes, Editora: Alfarroba
  - “Fatma”, Texto: Conceição Dinis Tomé, Ilustração: Mariana Rio, Editora: APCC

### Música
- Melhor tema de música popular
  - “ESTALEIRO” DE PEDRO MAFAMA
  - “MEDITERRÂNEO” de A Garota Não
  - “LOUCA” de Gisela João

- Melhor trabalho de música erudita
  - “RETRATOS” DE JOÃO MADUREIRA
  - “HUKVALDY CYCLE” de Sérgio Azevedo
  - “VOICES AND LANDSCAPES” de Hugo Vasco Reis

- Melhor trabalho de música popular
  - “COSMORAMA” DE BEAUTIFY JUNKYARDS
  - “LIFE” de Sean Riley & The Slowriders
  - “PRIVATE REASONS” de Bruno Pernadas

### Rádio
- Melhor programa de rádio
  - “PROGRAMA DA MANHÃ” DE PEDRO RIBEIRO | Rádio Comercial
  - “SANTOS DE CASA” de Fausto Silva e Nuno Ávila | Rádio Universidade de Coimbra
  - “PINGUE-PONGUE” de Matilde Campilho e Tomás Cunha Ferreira | Antena 3

### Teatro
- Melhor espetáculo
  - “LIMBO”, ENCENAÇÃO: VICTOR OLIVEIRA
  - “Juventude Inquieta”, encenação: Joana Craveiro
  - “Lua Amarela”, encenação:  Pedro Carraca

- Melhor atriz
  - RITA ROCHA SILVA EM “LUA AMARELA”
  - INÊS ROSADO em “Juventude Inquieta”
  - JOANA BÁRCIA em “Morte de um Caixeiro Viajante”

- Melhor ator
  - JOÃO PEDRO MAMEDE EM “BIRDLAND”
  - ADRIANO LUZ em “Um, Dois, Três!”
  - GUSTAVO VICENTE em “Juventude Inquieta”

- Melhor texto português representado
  - “LIMBO” DE VICTOR OLIVEIRA
  - “SOLO” de Teresa Coutinho
  - “MONÓLOGO DE UMA MULHER CHAMADA MARIA COM A SUA PATROA” de Sara Barros Leitão

### Televisão
- Melhor programa de informação
  - “DEUS CÉREBRO” (RTP), AUTORIA: ANTÓNIO JOSÉ DE ALMEIDA
  - “RADAR XS” (RTP2), autoria: Andrea Basílio, Andreia Friaças, Magda Valente e Sofia Esperto
  - “REPÓRTER TVI” (TVI), autoria: Direção de Informação

- Melhor programa de ficção
  - “ATÉ QUE A VIDA NOS SEPARE” (RTP), AUTORIA: JOÃO TORDO, TIAGO R. SANTOS E HUGO GONÇALVES, REALIZAÇÃO: MANUEL PUREZA
  - “PÔR DO SOL” (RTP), autoria: Henrique Dias, Manuel Pureza e Rui Melo, realização: Manuel Pureza
  - “PRISÃO DOMICILIÁRIA” (SIC), autoria: Rodrigo Nogueira, Tiago Pais e João Miguel Tavares, realização: Patrícia Sequeira

- Melhor programa de entretenimento
  - “CÁ POR CASA” (RTP), AUTORIA: HERMAN JOSÉ, REALIZAÇÃO: EDUARDO RODIL
  - “GOUCHA” (TVI), autoria: Direcção de Entretenimento e ficção da TVI, realização: Gonçalo Lopes
  - “ISTO É GOZAR COM QUEM TRABALHA” (SIC), autoria: Ricardo Araújo Pereira, José Diogo Quintela, Miguel Góis, Cláudio Almeida, Manuel Cardoso, Cátia Domingues, Guilherme Fonseca e Joana Marques, realização: Teotónio Bernardo